# Oreophryne asplenicola
Oreophryne asplenicola es una especie de anfibio anuro de la familia Microhylidae.

## Distribución geográfica
Es originaria de la isla Yapen, Nueva Guinea Occidental (Indonesia).